# Karel Goszler
Karel Goszler (12. prosince 1865 Březno – 14. června 1936 Louny) byl český fotograf a zakladatel odbočky Klubu českých turistů v Lounech.

## Životopis
Goszler se narodil ve Březně v čp. 35. Dům byla celnice, jeho otec zde měl pronajatou hospodu. Narodil se s defektem – měl částečně ochrnutou pravou ruku a nohu. Do německé obecné školy chodil v místě bydliště, měšťanskou školu absolvoval v Lounech, kde se také natrvalo usadil. Profesně se věnoval finančnictví. Postupně pracoval v Okresní hospodářské záložně, v Nemocenské pokladně, v Severočeské záložně a nakonec v Občanské záložně, kde se vypracoval až na místo náměstka ředitele. Kromě toho byl v letech 1912–1919 lounským městským knihovníkem.

### Soukromý život
Zprvu žil Goszler v Poděbradově ulici v Lounech. Dne 8. února 1919 se oženil s Kateřinou Arnoštovou ze Slavětína. Rok nato se jim narodil jediný potomek, syn Svatopluk. Od konce 20. let až do Goszlerovy smrti žila rodina ve vile čp. 1349 ve Smetanově ulici. Podle matričního zápisu o úmrtí Goszler zemřel v čp. 1849 v ulici 28. října. Jedná se o přepsání matrikářky, budova čp. 1849 v roce 1936 ještě nestála.

### Spolková činnost
Goszler se od počátku aktivně zapojil do lounské spolkové činnosti. Působil v Sokole, Občanské besedě, Ústřední matici školské a Sadařském spolku.
Nejdůležitějšími oblastmi jeho činnosti ale byly turistika a fotografování. Lounský odbor Klubu českých turistů byl založený 9. června 1894. O oblibě turistiky v Lounech svědčí, že v roce 1937 měl téměř tisíc členů. Na výborové schůzi 26. prosince 1897 byl Goszler poprvé zvolen do výboru klubu a hned byl zvolen jednatelem. Také pronesl první přednášku s názvem Obrázky z mé první cesty. V letech 1916–1922 předseda byl předsedou klubu, později náměstkem. Nakonec se stal jeho čestným předsedou. V roce 1902 založil skupinu, která opatřovala značkami turistické trasy. Významně se rovněž podílel na vybudování Ejemovy chaty na kopci Stříbrníku severně od Loun. Chata, slavnostně otevřená v roce 1911, patřila turistům. Goszler je rovněž většinovým autorem publikace o prvních třiceti letech klubu. Od roku 1926 vydával klub vlastní časopis Turistický obzor – Věstník KČST odborů Duchcov, Louny, Most, Rakovník a Teplice-Šanov, jehož byl vedoucím redaktorem. V roce 2013 byl přijat do síně slávy turistů Ústeckého kraje.

### Fotografování
Goszlerova činnost fotografa má nadregionální význam. Roku 1893 se stal v Praze členem Klubu fotografů amatérů. V roce 1895 spoluzakládal analogický klub v Lounech a o rok později se stal jeho předsedou. Klub byl součástí turistického klubu a stal se po Praze a Plzni třetím nejstarším svého druhu v Čechách. Klub také po určitou dobu vydával vlastní časopis s názvem Výkřiky z temnice. Goszler v naprosté většině fotografoval černobíle, některé fotografie koloroval. Už v roce 1909 pořídil několik barevných fotografií Loun, což byla tehdy zcela nová technika.
Hlavním Goszlerovým tématem byla příroda. Jeho fotografie kopců a přírody vůbec v okolí Loun mají vždy vypracovanou kompozici, vycházející z malířství. Protože začal fotografovat už v polovině 90. let, mají jeho snímky mimořádnou dokumentární hodnotu. Především v Lounech, ale i jinde často zachycují objekty, které už neexistují. V neposlední řadě jsou Goszlerovy fotografie nezastupitelným pramenem pro dějiny lounské turistiky. Zachycují oblečení, v nichž se členky a členové klubu vydávali na často dlouhé cesty, místa, která navštívili. Goszler zachytil i události, které známe jinak jen z historických pramenů. Goszlerovy fotografie využívali i vydavatelé pohlednic. 
Většina Goszlerových fotografií se zachovala na skleněných diapozitivech. Jejich část, 394 kusů, daroval Goszlerův syn Svatopluk v roce 1968 do Okresního muzea v Lounech. Většinu z nich Goszler koloroval. V roce 2019 muzeu dlouhodobě zapůjčil Goszlerův vnuk Svatopluk Goszler dalších více než 1100 skleněných desek. Hlavní podíl na jejich skenování a digitalizaci má spolupracovník muzea, chirurg Bořek Zasadil. Kurátor muzea Martin Vostřel snímky lokalizoval a zařadil je do historického kontextu.
V muzeu a Galerii Benedikta Rejta byly postupně uspořádány dvě výstavy Goszlerových fotografií. V roce 2024 měl premiéru film Josefa Císařovského s názvem Barevný svět Karla Goszlera.

## Galerie

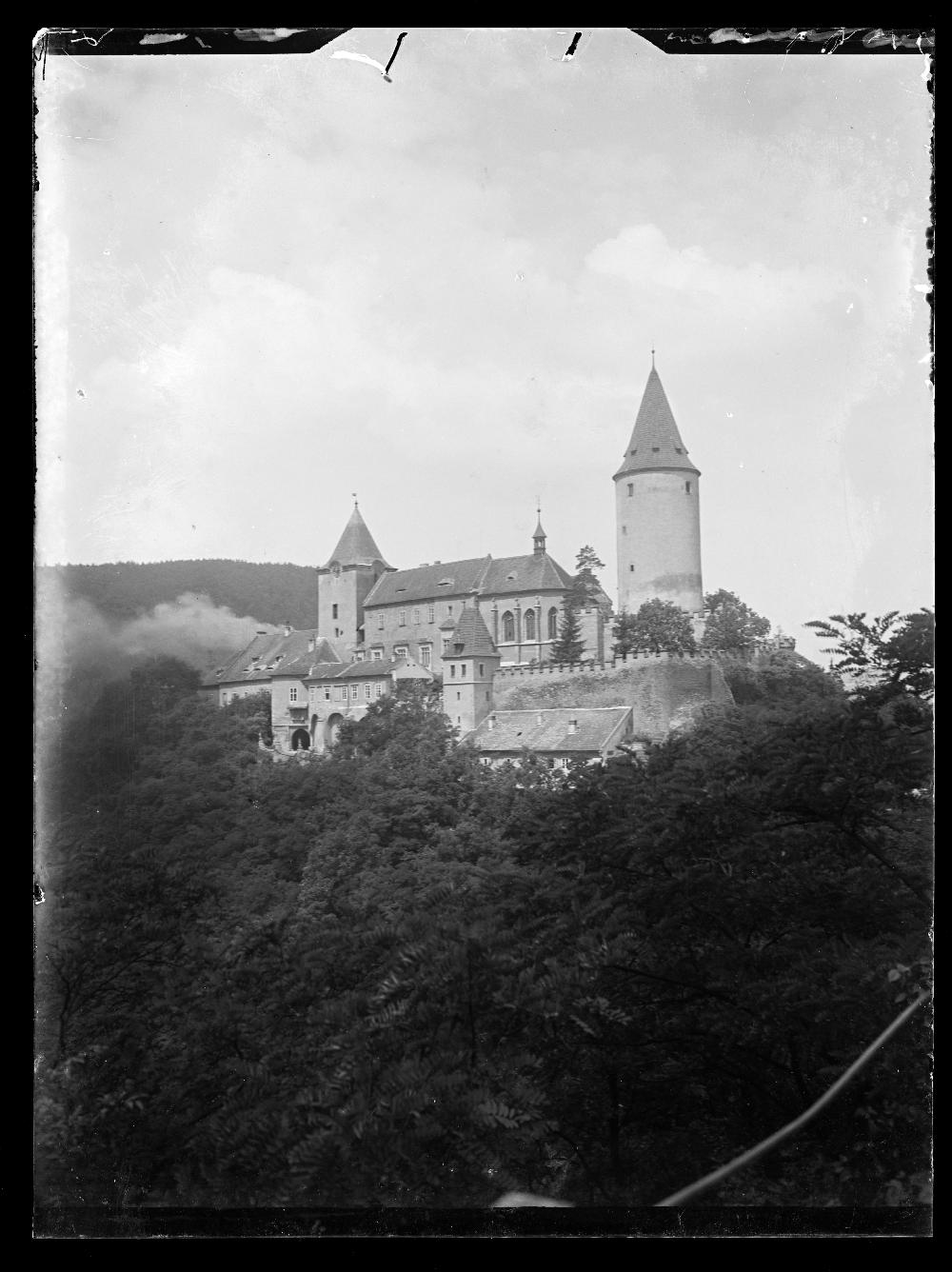
Křivoklát z vyhlídky od neogotického pomníku Karla Egona z Fürstenberku
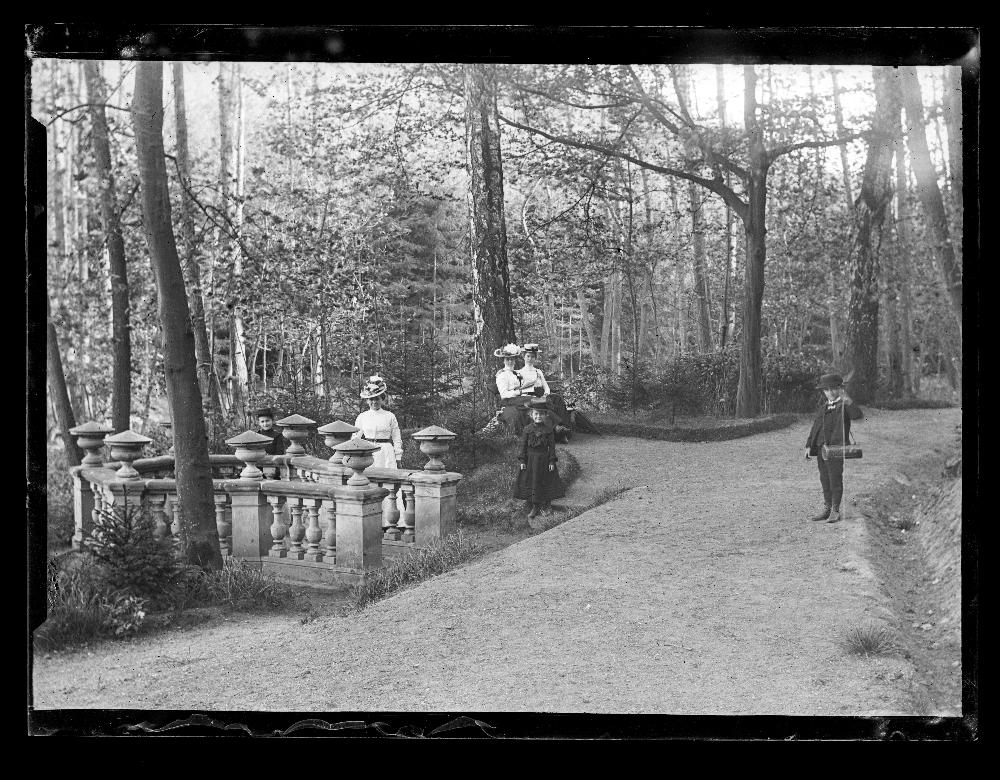
Studánka v údolí Débeřského potoka v tzv. Lázních na Peruci
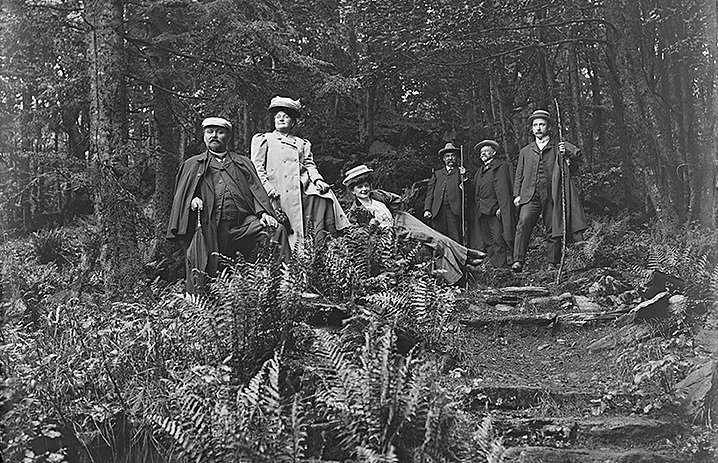
Lounští turisté na Malém Čerchově
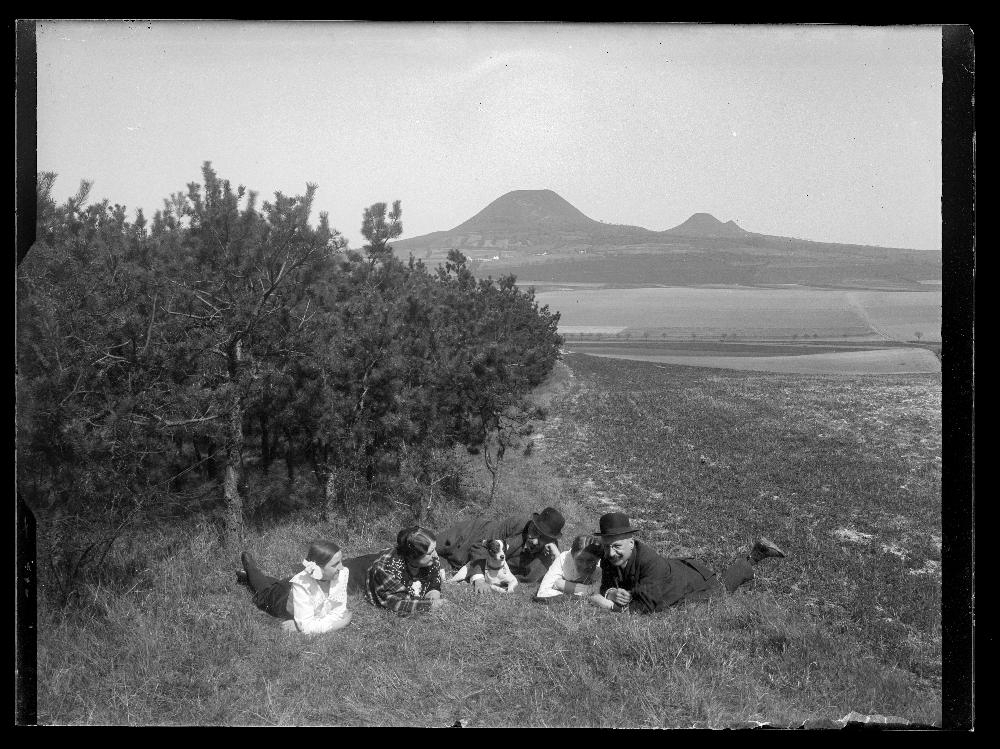
Snímek z pravého boku vrchu Podiváku. V pozadí jsou Oblík, Srdov a Brník
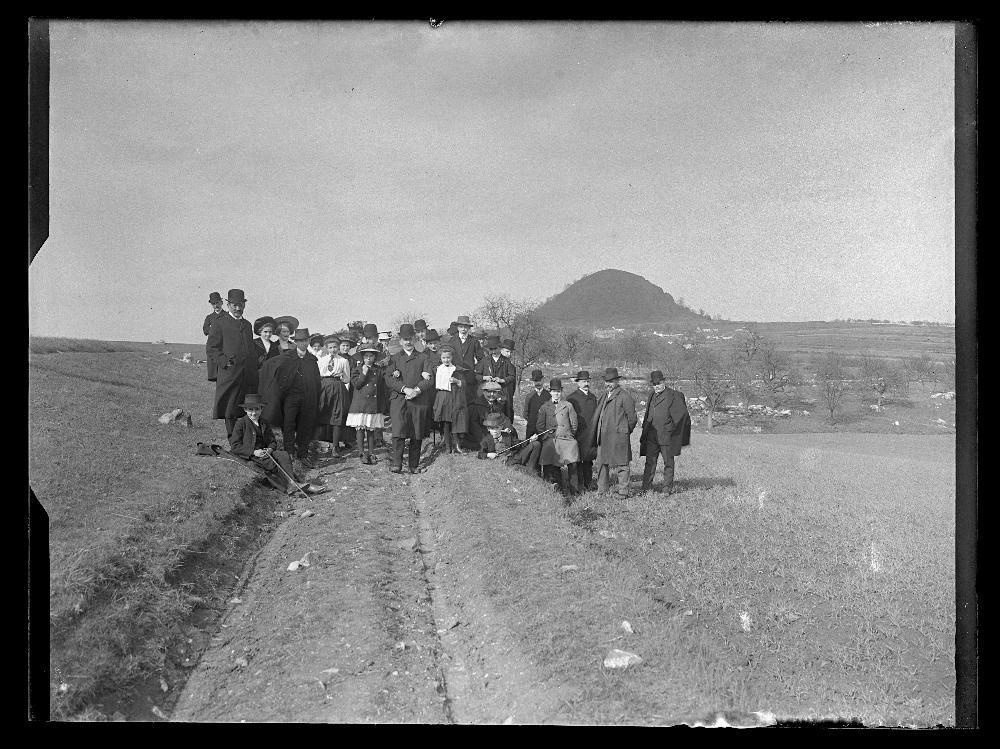
Lounští turisté na cestě z Hrádku na kopec Milá. Název prý připomíná dívčí ňadro
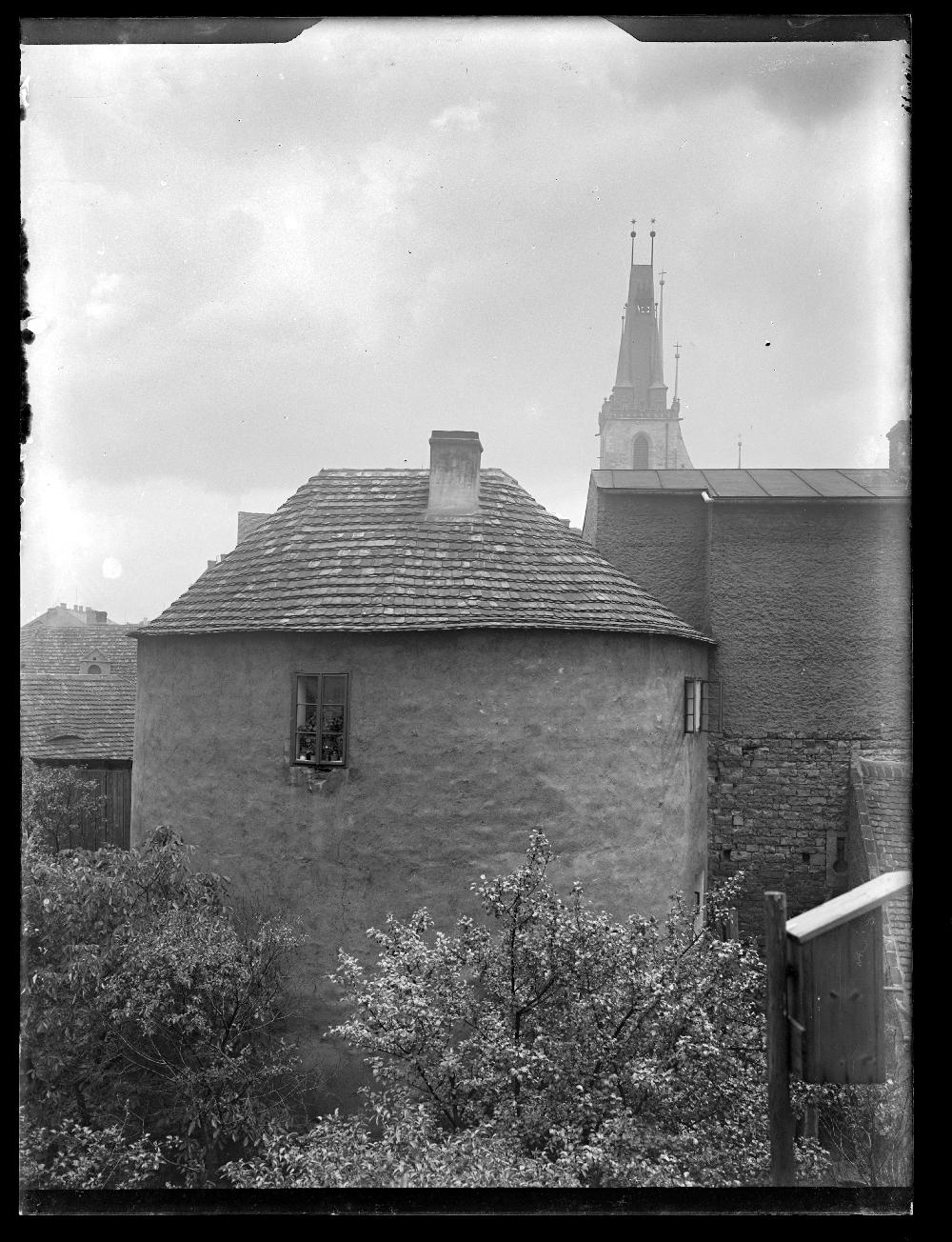
Lounské hradby od západu s baštou, v níž se dnes nalézá muzeum Zkamenělý les
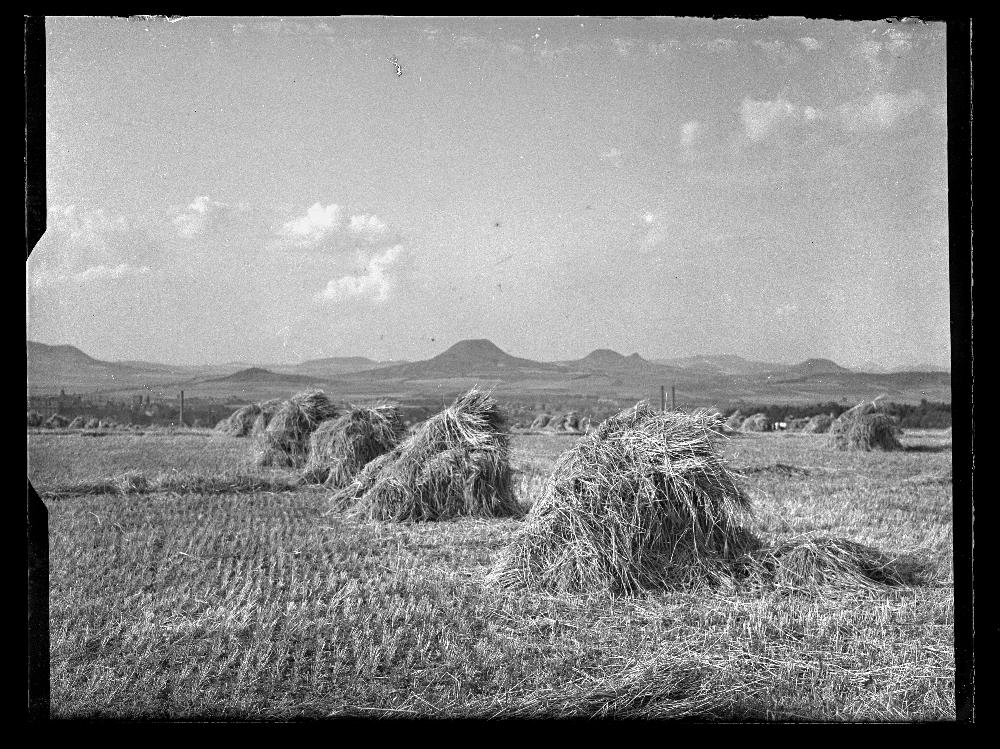
Žně na polích jižně od Loun s pohledem na malebné České středohoří, zleva část Rané, maličký Stříbrník již s rozhlednou, Odolický vrch, mohutný Oblík, Srdov, Brník, Křížový vrch. Dole část Loun
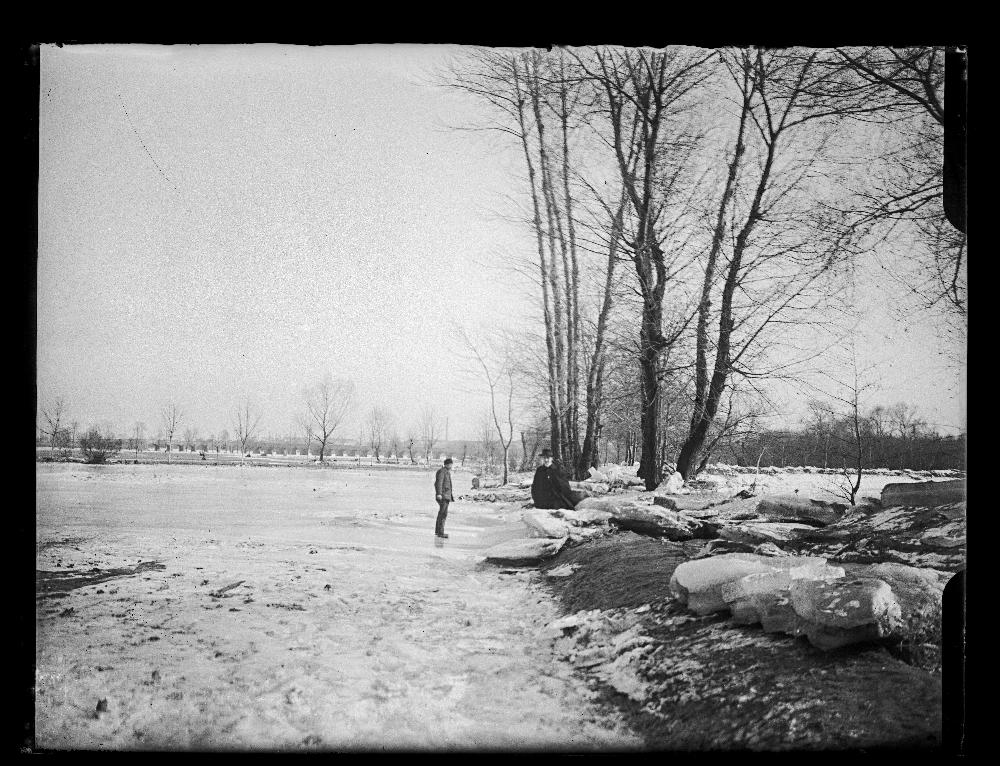
Zamrzlá Ohře v lounském parku v pozadí s inundačním mostem. Místní mu říkají Oblouky
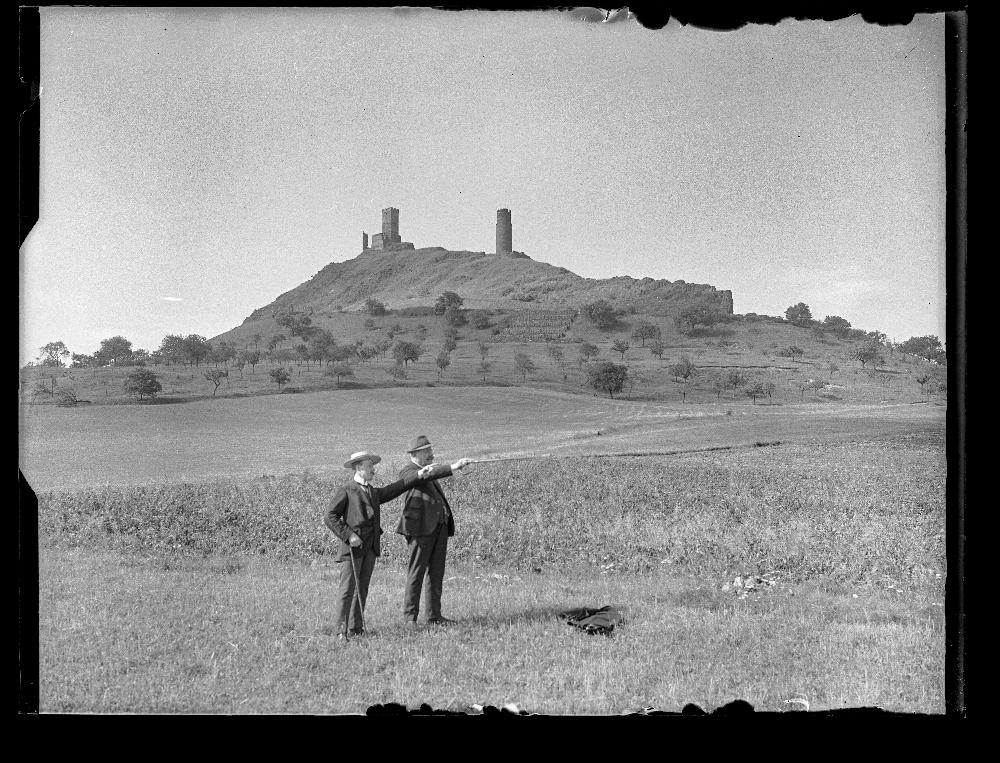
Dva turisté kolem roku 1910 pod Hazmburkem
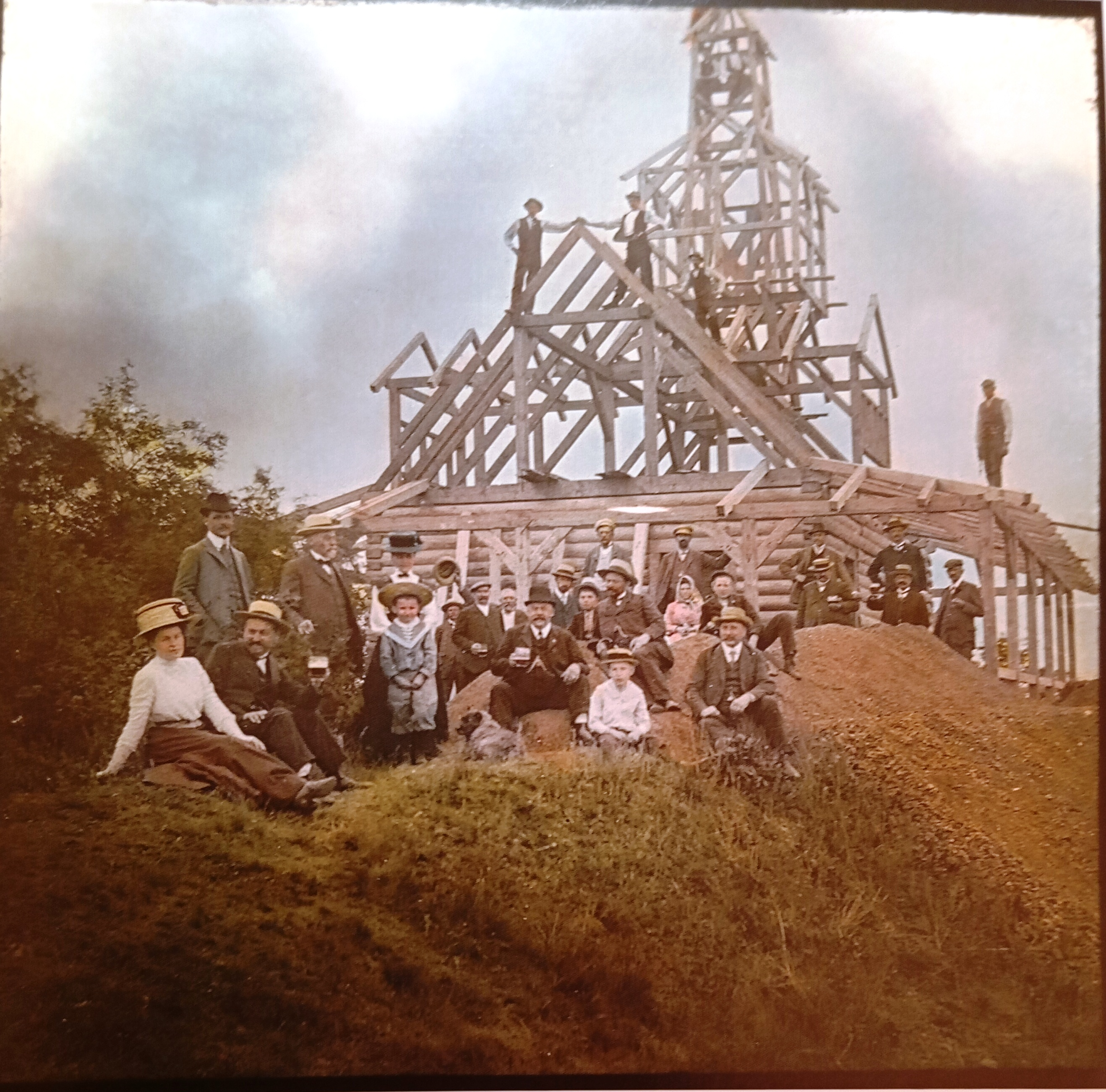
Slavnost dokončení krovu na Ejemově chatě na Stříbrníku v roce 1910